# Mount Pulaski
Mount Pulaski est une petite ville du comté de Logan, dans l'Illinois, aux États-Unis. Fondée en 1836, par Jabez Capps, George Turley et Barton Robinson, elle est baptisée en référence au général polonais Casimir Pulaski, héros de la révolution américaine qui, en tant que garde du corps de George Washington, lui sauve la vie, le 11 septembre 1777. Le père de George Turley avait combattu durant la révolution et connaissait le général.

## Démographie
Lors du recensement de 2010, la ville comptait une population de 1 566 habitants.

## Source de la traduction
- (en) Cet article est partiellement ou en totalité issu de l’article de Wikipédia en anglais intitulé « Mount Pulaski, Illinois » (voir la liste des auteurs).